# العلاقات الجنوب سودانية الكوستاريكية
العلاقات الجنوب سودانية الكوستاريكية هي العلاقات الثنائية التي تجمع بين جنوب السودان وكوستاريكا.

## مقارنة بين البلدين
هذه مقارنة عامة ومرجعية للدولتين:
| وجه المقارنة                                              | جنوب السودان                  | كوستاريكا                                 |
| --------------------------------------------------------- | ----------------------------- | ----------------------------------------- |
| المساحة (كم2)                                             | 619.75 ألف                    | 51.10 ألف                                 |
| عدد السكان (نسمة)                                         | 12.58 مليون                   | 4.91 مليون                                |
| الكثافة السكانية (ن./كم²)                                 | 20.3                          | 96.09                                     |
| العاصمة                                                   | جوبا                          | سان خوسيه                                 |
| اللغة الرسمية                                             | لغة إنجليزية                  | اللغة الإسبانية                           |
| العملة                                                    | جنيه جنوب سوداني، جنيه سوداني | كولون كوستاريكي                           |
| الناتج المحلي الإجمالي (بليون دولار)                      | 2.90 مليار                    | 57.06 مليار                               |
| الناتج المحلي الإجمالي (تعادل القوة الشرائية) بليون دولار | 22.88 مليار                   | 74.98 مليار                               |
| الناتج المحلي الإجمالي الاسمي للفرد دولار أمريكي          | 73                            | 11.26 ألف                                 |
| الناتج المحلي الإجمالي للفرد دولار أمريكي                 | 2.02 ألف                      | 14.92 ألف                                 |
| مؤشر التنمية البشرية                                      | 0.467                         | 0.766                                     |
| رمز المكالمات الدولي                                      | +211                          | +506                                      |
| رمز الإنترنت                                              | .ss                           | .cr، قائمة نطاقات المستوى الأعلى للإنترنت |
| المنطقة الزمنية                                           | ت ع م+03:00                   | 00                                        |

## منظمات دولية مشتركة
يشترك البلدان في عضوية مجموعة من المنظمات الدولية، منها:
| علم المنظمة | اسم المنظمة                               | تاريخ انضمام جنوب السودان | تاريخ انضمام كوستاريكا |
| ----------- | ----------------------------------------- | ------------------------- | ---------------------- |
|             | الاتحاد البريدي العالمي                   | ?                         | ?                      |
|             | يونسكو                                    | 27 أكتوبر 2011            | 19 مايو 1950           |
|             | البنك الدولي للإنشاء والتعمير             | 18 أبريل 2012             | 8 يناير 1946           |
|             | وكالة ضمان الاستثمار متعدد الأطراف        | 18 أبريل 2012             | 8 فبراير 1994          |
|             | الاتحاد الدولي للاتصالات                  | 3 أكتوبر 2011             | 13 سبتمبر 1932         |
|             | مؤسسة التمويل الدولية                     | 18 أبريل 2012             | 20 يوليو 1956          |
|             | منظمة الشرطة الجنائية الدولية             | ?                         | ?                      |
|             | الأمم المتحدة                             | 14 يوليو 2011             | 2 نوفمبر 1945          |
|             | مؤسسة التنمية الدولية                     | 18 أبريل 2012             | 30 يونيو 1961          |
|             | المركز الدولي لتسوية المنازعات الاستشارية | 18 مايو 2012              | 27 مايو 1993           |

## وصلات خارجية
- موقع وزارة الخارجية الجنوب سودانية
- موقع وزارة الخارجية الكوستاريكية